# IC 2161
IC 2161 је збијено звјездано јато у сазвјежђу Трпеза које се налази на листи објеката дубоког неба у Индекс каталогу.
Деклинација објекта је - 75° 8' 22" а ректасцензија 5h 57m 26,9s. IC 2161 је још познат и под ознакама ESO 33-SC35.